# Donald Campbell

Donald Campbell, Illustration nach einem alten SW-Zeitungsfoto (ca. 1960er), kombiniert mit seiner Unterschrift und den Daten des Doppelrekords

Donald Malcolm Campbell CBE (* 23. März 1921 in Canbury House, Kingston upon Thames (Surrey), England; † 4. Januar 1967 auf dem Coniston Water, Lancashire) war der Sohn von Malcolm Campbell und wie er ein britischer Motorboot- und Automobilrennfahrer. In den 1950er und 1960er Jahren stellte er acht absolute Geschwindigkeitsweltrekorde zu Wasser und zu Land auf. Er ist bis heute der Einzige, der innerhalb eines Kalenderjahres (1964) sowohl den „Land speed record“ als auch den „Water speed record“ aufgestellt hat. Während eines weiteren Rekordversuchs auf Coniston Water, einem See im englischen Lake District, verunglückte er tödlich.

## Leben

### Kindheit und Jugend
Donald Campbell wurde in Canbury House, Kingston upon Thames (Surrey), als Sohn von Malcolm Campbell und dessen zweiten Frau Dorothy Evelyn geboren. Seine Ausbildung begann an der Manor House School in Sussex, es folgten die St. Peter’s Preparatory School und die Uppington Public School, eine Lehranstalt, die bereits sein Vater besucht hatte. Eine Jahrgangsstufe musste er wiederholen, da ihn Sport und Werkunterricht mehr als die theoretischen Fächer interessierten. Leo Villa, der Chefmechaniker seines Vaters, erklärte ihm die Funktionsweise und die Arbeit an einem Motorradmotor.
Als Malcolm Campbell 1929 auf dem südafrikanischen Verneuk Pan einen weiteren Landgeschwindigkeitsrekord aufstellen wollte, begleitete ihn sein damals achtjähriger Sohn. Auf der Rückreise wurde festgestellt, dass Donald sich mit Typhus infiziert hatte, an dem er in der Folge fast gestorben wäre. Mit 16 Jahren infizierte er sich mit Röteln, aus denen sich ein rheumatisches Fieber entwickelte, weswegen er für Monate auf einen Rollstuhl angewiesen war. Im Alter von 17 stürzte er mit dem Motorrad; zwei Schädelbrüche waren die Folge. Bald darauf stieß er auf dem Motorrad mit einem kanadischen Armee-Lastwagen zusammen und brach sich Arm und Schulter sowie zwei Rippen.

### Militärzeit, Ehe und Beruf
1939, bei Ausbruch des Zweiten Weltkriegs meldete sich Donald Campbell freiwillig bei der Royal Air Force, um Kampfpilot zu werden, wurde aber wegen des zurückliegenden rheumatischen Fiebers, das die Herzklappen bleibend schädigen kann, für untauglich befunden. So ging er als Assistent des Verkaufsleiters im Bereich Luftfahrt zu Briggs Motor Bodies Ltd und nahm später in diesem Unternehmen die Position eines Wartungsingenieurs ein.
Campbell war insgesamt dreimal verheiratet: bei Kriegsende, 1945, heiratete er Daphne Harvey; ihre gemeinsame Tochter Georgina kam am 19. September 1946 zu Welt. Campbells Rennbesessenheit führte zu Eheproblemen und schließlich zur Scheidung. Auch seine zweite 1952 geschlossene Ehe mit Dorothy McKegg litt darunter und endete in Scheidung. Im Dezember 1958 heiratete Campbell die belgische Unterhaltungskünstlerin Tonia Bern. Sie kam mit der Situation von Campbell besser zurecht und die Ehe bestand bis zu seinem Tod 1967.
Donald Campbell hatte beruflich bescheiden angefangen: für 1 £ pro Woche arbeitete er als Bürohilfe bei Lloyd’s, wo sein Vater, der die Anstellung arrangiert hatte, als erfolgreicher Versicherungsmakler zu Vermögen gekommen war. Während des Krieges hatte sich Campbell 1200 £ zusammengespart, mit denen er sich an Kine Engineering beteiligte. War Sir Malcolm Campbell als wohlhabend anzusehen und konnte sich den Rennsport als Steckenpferd leisten, lagen die Dinge bei Donald anders: Er musste das Geld für seine Aktivitäten erst bei Sponsoren auftreiben. Für den Angriff auf den Geschwindigkeitsrekord zu Wasser verkaufte er seine Anteile an Kine Engineering und nahm eine Hypothek auf sein Haus auf.

### Persönlichkeit
Donald Campbell war sehr abergläubisch, hasste die Farbe Grün, die Zahl 13 und glaubte, dass an einem Freitag nie etwas Gutes passiert. Er hatte auch ein gewisses Interesse am Paranormalen, das er als Mitglied des Ghost Clubs pflegte. Campbell wurde als „unruhiger Geist“ beschrieben und schien getrieben zu sein, die Leistungen seines Vaters nachzuahmen, wenn nicht sogar zu übertreffen. Er galt im Allgemeinen als unbeschwert und zumindest bis zu seinem Unfall 1960 auf den Bonneville Salt Flats optimistisch in seiner Einstellung.

## Rekordjagd

### Zu Wasser

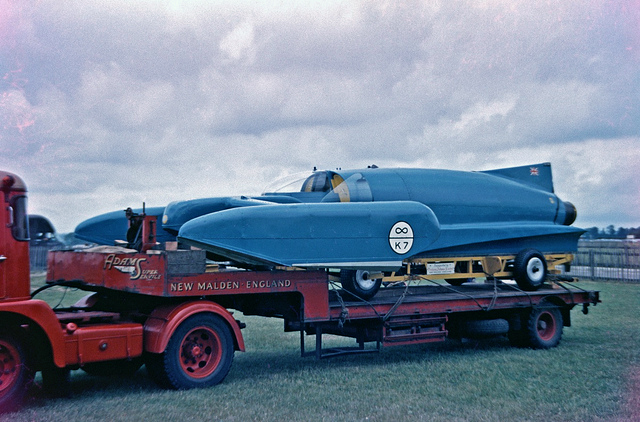
Bluebird K7 in einer frühen Version (mit niedriger Heckflosse), ausgestellt im Juli 1960 an der Rennstrecke von Goodwood

Campbell senior hatte nach dem Krieg erfolglos mit einem Strahltriebwerk in seinem Rekordboot Blue Bird K4 experimentiert. Donald kaufte das Boot, gab ihm zur besseren Unterscheidung den Namen Bluebird K4 – und mit Hilfe von Leo Villa und Peter du Cane von Vosper wurde es in den Vorkriegszustand mit Schraubenantrieb zurückversetzt. Donald hatte nie direkt mit seinem Vater konkurriert, aber die Meldung, der Amerikaner Henry Kaiser beabsichtige einen Angriff auf dessen Geschwindigkeitsweltrekord auf dem Wasser, gab den Ausschlag für den Beginn einer eigenen Karriere als Rekordjäger. Das alte Boot erfuhr von 1949 bis 1951 etliche Veränderungen und ermöglichte den Gewinn des Oltranza Cups 1951. Es sank in jenem Jahr, wobei nicht klar war, ob es mit Treibholz kollidiert war oder das Getriebe aus seiner Halterung gerissen wurde und den Bootsrumpf durchschlug.
Campbell und sein Team kamen zu der Überzeugung, dass nur ein mit einem Strahltriebwerk ausgestattetes Boot Rekordwerte erreichen kann, und Samlesbury Engineering Ltd lieferte im November 1954 das entsprechende Gerät: Bluebird K7. Stanley Sayres mit seinem Slo-Mo-Shun IV hielt damals den Rekord, den ihm Campbell am 23. Juli 1955 mit 325,6 km/h erstmals entriss. Bis 1964 wurde das Boot stetig weiterentwickelt und Campbell verbesserte den Wert mehrmals, bis er schließlich auf eine Bestmarke von 444,71 km/h kam, die er auf dem Lake Dumbleyung in Australien erzielte. Campbell gelang es mit Bluebird K7, den zu Anfang bestehenden Geschwindigkeitsrekord auf dem Wasser (178 mph/286 km/h) über die Jahre um fast 100 Meilen pro Stunde (160 km/h) zu verbessern.

### Zu Lande
siehe Hauptartikel: Bluebird CN7

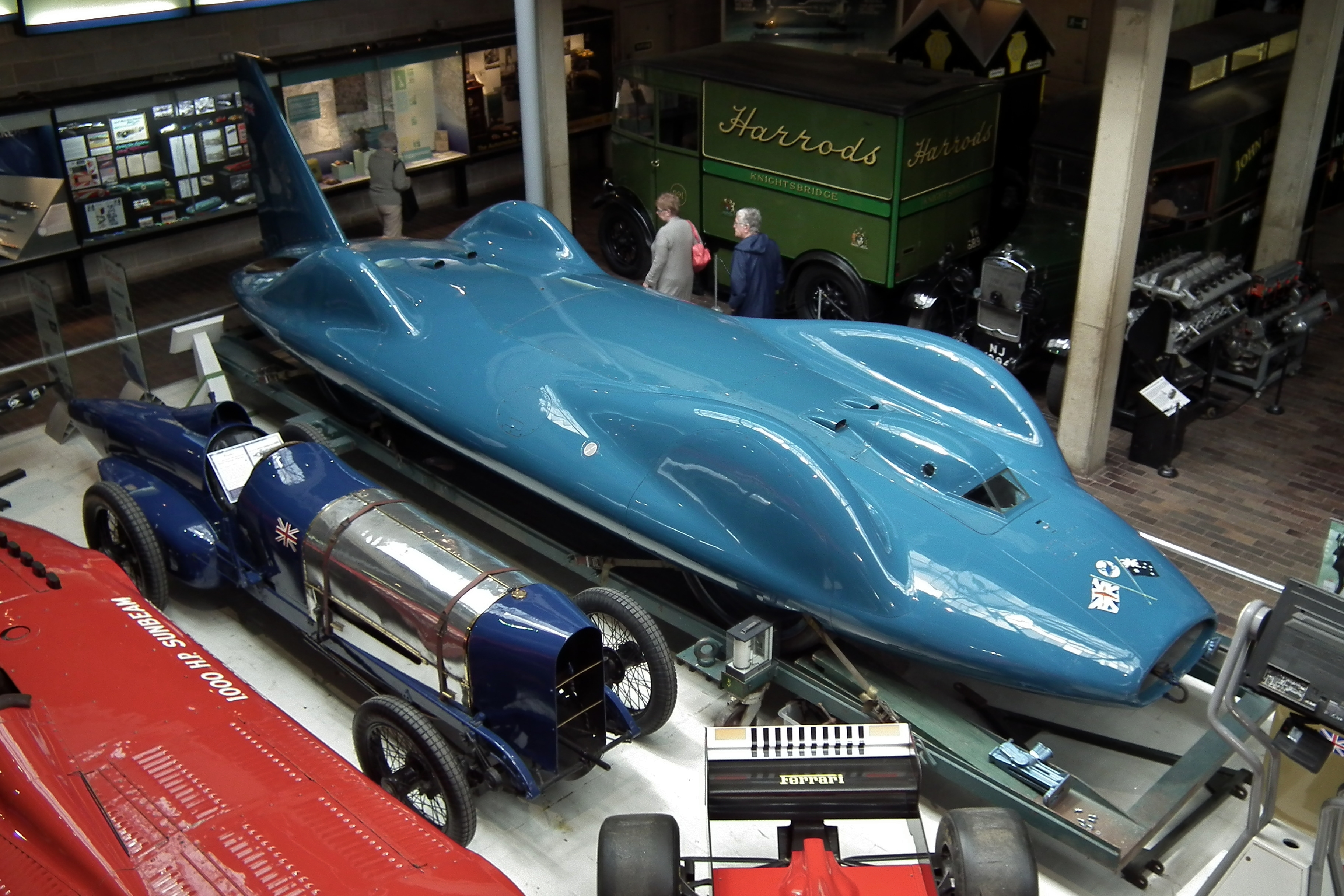
Blubird CN7, ausgestellt im National Motor Museum, Beaulieu. Daneben der Sunbeam 350HP Blue Bird von Campbells Vater Malcolm

Parallel hierzu lief die Entwicklung eines Automobils für Campbell, das fähig sein sollte, den Landgeschwindigkeitsrekord aufzustellen: der Bluebird CN7, mit zirka 12 Millionen Mark Herstellungskosten zweifellos das teuerste Auto jener Zeit. Sehr gründlich und mit wissenschaftlichen Methoden war das Projekt über fünf Jahre hin verfolgt worden. Dahinter stand eine Interessengemeinschaft von rund 70 einheimischen Unternehmen, was die Angelegenheit zu einem „Projekt des britischen Prestiges“ werden ließ. Campbell war beseelt von einem glühenden Patriotismus, der sich gelegentlich auch in Arroganz – gerade gegenüber seinen amerikanischen Konkurrenten – äußerte, aber trotzdem offen und charmant. Am Freitag, dem 16. September 1960 (einem Datum, das ihm wegen seines Aberglaubens nicht behagte), verlor er auf den Bonneville Salt Flats die Kontrolle über Bluebird CN7 und überschlug sich. Donald Campbell zog sich dabei einen weiteren Schädelbruch und ein kaputtes Trommelfell zu. Unmittelbar danach kündigte Campbell an, es mit seinem Fahrzeug erneut versuchen zu wollen, bezeichnend für seine zähe Verbissenheit, die ihn in den folgenden vier Jahren, zunehmend durchsetzt von schierer Verzweiflung, antrieb.
Sir Alfred Owen, der Besitzer von Motor Panels Ltd und Erbauer von Bluebird CN7, trieb die Reparatur des stark beschädigten Wagens voran, British Petroleum schlug den australischen Eyre-See für den nächsten Rekordversuch vor, und Dunlop entsandte dorthin Andrew Mustard zur Überprüfung der Oberflächenqualität der Salzebene. Mustard war anschließend auch für die Präparierung der Rekordstrecke zuständig. Da es jedoch wider Erwarten 1963 zu Regenfällen kam, die das Salz aufweichten, musste Campbell wieder abziehen. Im folgenden Jahr gab es das gleiche Bild. Einen erneuten Fehlschlag vor Augen, wurden einige Beteiligte nervös und besorgt: Im Parlament in Canberra erhitzten sich Abgeordnete über jene Art von Zirkusrummel, der zudem von Seiten der Regierung durch die Bereitstellung von Straßenbaugerät unterstützt wurde. Sir Alfred Owen warf die Frage auf, ob Campbell überhaupt in der Lage sei, alles aus dem Fahrzeug herauszuholen; auch die Presse schien ihn nicht länger für geeignet zu halten – der schnellste Unfall, den ein Mensch je erlebt hatte, schien ihn noch zu belasten. Schließlich begann Andrew Mustard, offizieller Reservefahrer im Projekt, sich öffentlich als derjenige anzubieten, der den Job sofort machen würde. Die Zweifel an Campbells Eignung gingen so weit, dass die „Confederation of Australian Motorsport“ von ihm verlangte, sich einer ärztlichen Untersuchung zu unterziehen, die seine Tauglichkeit klären sollte.
Am 17. Juli 1964, einem Freitag (siehe Persönlichkeit), startete er seinen Versuch und erzielte im Mittel aus zwei Läufen 648,73 km/h, was den Rekord für radgetriebene Landfahrzeuge bedeutete. Ein Telegramm, das ihn aus dem Buckingham Palace erreichte, stand letztlich für die Bedeutung seiner Unternehmung: „DELIGHTED TO HEAR OF YOUR SUCCESS – PHILIP“ (Erfreut, von Ihrem Erfolg zu hören). Im gleichen Jahr erreichte er am 31. Dezember mit seinem Rennboot Bluebird K7 mit 444,65 km/h eine neue Bestmarke auf dem Wasser, die siebte Verbesserung des eigenen Rekords ohne Unterbrechung.
Einzigartig war und ist die Leistung, den Geschwindigkeitsrekord zu Wasser und zu Lande innerhalb eines Kalenderjahres errungen zu haben.

### Übersicht der Rekorde
Die von Donald Campbell aufgestellten Rekorde, in tabellarischer Übersicht
| Jahr | Datum         | Ort             | Land |               | Meilen pro Stunde | km/h   |
| ---- | ------------- | --------------- | ---- | ------------- | ----------------- | ------ |
| 1955 | 23. Juli      | Ullswater       | GBR  | Bluebird K7   | 202,32            | 325,60 |
| 1955 | 6. November   | Lake Mead       | GBR  | Bluebird K7   | 216,20            | 347,94 |
| 1956 | 19. September | Coniston Water  | GBR  | Bluebird K7   | 225,63            | 363,12 |
| 1957 | 7. November   | Coniston Water  | GBR  | Bluebird K7   | 239,07            | 384.75 |
| 1958 | 10. November  | Coniston Water  | GBR  | Bluebird K7   | 248,62            | 400,12 |
| 1959 | 14. Mai       | Coniston Water  | GBR  | Bluebird K7   | 260,35            | 418,99 |
| 1964 | 17. Juli      | Lake Eyre       | AUS  | Bluebird CN 7 | 403.10            | 648.73 |
| 1964 | 31. Dezember  | Lake Dumbleyung | AUS  | Bluebird K7   | 276,33            | 444,71 |

### Projekt Bluebird Mach 1.1 (nicht realisiert)

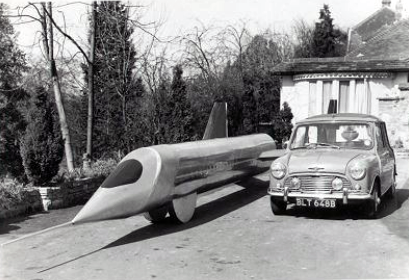
Promotion-Modell von Bluebird Mach 1.1, ausgestellt im Frühjahr 1966 vor Campbells Haus

Bluebird Mach 1.1 (auch Bluebird CMN-8) war als raketengetriebenes Rekordfahrzeug konzipiert, mit dem Campbell die Schallmauer zu durchbrechen plante. Ken Norris hatte berechnet, dass die Verwendung von Raketenmotoren zu einem Fahrzeug mit sehr geringer Frontfläche, höherer Stabilität und geringerem Gewicht führen würde, als wenn er ein Strahltriebwerk einsetzen würde. Bluebird Mach 1.1 war relativ kompakt und einfach gebaut. Norris wählte zwei handelsübliche Raketentriebwerke von Bristol Siddeley BS.605. Das BS.605 war als raketenunterstützter Startmotor für Militärflugzeuge (JATO) entwickelt worden und wurde mit Kerosin unter Verwendung von Wasserstoffperoxid als Oxidationsmittel betrieben. Für jeden Motor wurde ein Schub von 36 kN (3628,7 kg) berechnet. Bei einer Verwendung in Bluebird Mach 1.1 sollte der kombinierte Schub von 71 kN (7257,4 kg) den Berechnungen nach 36.000 PS (27.000 kW) erzielen und Geschwindigkeiten um 1.350 km/h (840 mph) ermöglichen.
Bei einer Pressekonferenz am 7. Juli 1965, für die er ein Modell anfertigen ließ, sagte Campbell:

„... In terms of speed on the earth’s surface, my next logical step must be to construct a Bluebird car that can reach Mach 1.1. The Americans are already making plans for such a vehicle and it would be tragic for the world image of British technology if we did not compete in this great contest and win. The nation whose technologies are first to seize the ‘faster than sound’ record on land will be the nation whose industry will be seen to leapfrog into the 70s or 80s. We can have the car on the track within three years“

„... In Bezug auf die Geschwindigkeit auf der Erdoberfläche muss mein nächster logischer Schritt darin bestehen, ein Bluebird-Auto zu bauen, das Mach 1.1 erreichen kann. Die Amerikaner machen bereits Pläne für ein solches Fahrzeug und es wäre tragisch für das weltweite Image britischer Technologie, wenn wir nicht an diesem großen Wettbewerb teilnehmen und gewinnen würden. Die Nation, deren Technologien als erste den "schneller als der Schall" Rekord auf dem Land ermöglichen, wird die Nation sein, deren Industrie direkt in die 70er oder 80er Jahre voranspringen wird. Wir können das Auto innerhalb von drei Jahren auf der Strecke haben“

Nach Campbells Tod wurde das Projekt einige Jahre lang unauffällig fortgesetzt, wobei Leo Villa mit Norris als Designberater von 1968 bis 1971 immer noch involviert war. 1973 engagierte sich Nigel McKnight, konnte aber das notwendige Sponsoring nicht aufbringen. Das Modell verschwand und sein derzeitiger Aufenthaltsort ist unbekannt. Das Projekt ist heute weitest gehend in Vergessenheit geraten, aber einige spezielle Modellbaufirmen bieten Repliken und Bausätze an.

## Nachlassendes Interesse und Tod

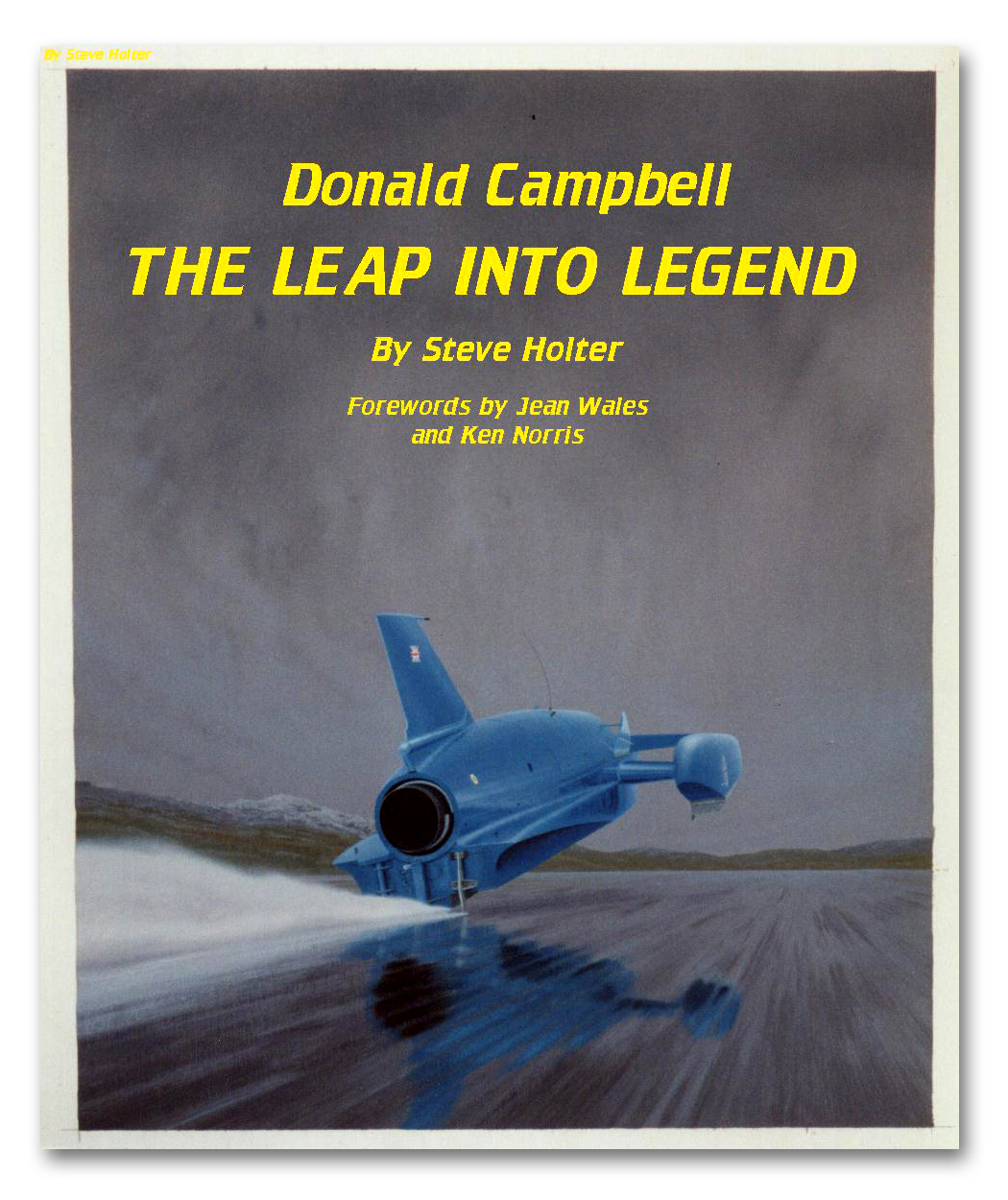
Künstlerische Illustration (für ein Buch Cover) des Moments als das Boot außer Kontrolle geriet

Das öffentliche Interesse für Donald Campbells Pläne ließ mit der Zeit nach. Kaum jemand nahm Notiz davon, dass er mit einem raketengetriebenen Fahrzeug die Schallmauer durchbrechen wollte. Campbell hoffte diese Situation zu ändern, indem er mit seinem bewährten Rennboot den Geschwindigkeitsrekord zu Wasser auf 300 mph (482,7 km/h) hochschraubt und dadurch neues Medien-Interesse erzeugt.

### Unfall
siehe hierzu ausführlich: Bluebird K7: Der Unfall
Eine spiegelglatte Wasseroberfläche ist hierfür eine grundlegende Voraussetzung, und so wurde ihm am 4. Januar 1967 auf dem englischen See Coniston Water eine am Bluebird K7 neu eingebaute Wasserbremse und seine Ungeduld zum Verhängnis. Durch die Wasserbremse entstanden Wellen, die die Wasseroberfläche längere Zeit gekräuselt hinterließen. Ausnahmsweise hatte Campbell auch nicht wie üblich nach dem ersten Lauf einen Tankstopp eingelegt, sondern startete unverzüglich in die Gegenrichtung. Die winzigen Wellen führten dazu, dass sich das Boot, welches als Hydroplane (nach dem Dreipunkter-Prinzip) konstruiert war, bei 527 km/h von der Wasseroberfläche löste und überschlug, wobei Donald Campbell den Tod fand.
Dieser letzte Lauf ist sowohl durch Filmaufnahmen, als auch durch eine Aufzeichnung des Funkverkehrs nahezu lückenlos dokumentiert:

„Pitching a bit down here ... Probably from my own wash ... Straightening up now on track ... Rather closer to Peel Island ... Tramping like mad ... and er ... Full power ... Tramping like hell here ... I can't see much ... and the water's very bad indeed ... I can't get over the top/I'm galloping over the top ... I'm getting a lot of bloody row in here ... I can't see anything ... I've got the bows out ... I'm going! ....ugh“

„Hier unten ein bisschen aufschlagen (stampfen) ... Wahrscheinlich durch meine eigenen Wellen ... Jetzt auf dem richtigen Weg ausrichten ... Eher näher an Peel Island ... „Trampeln“ (Vibrationen) wie verrückt ... und ähm ... Volle Kraft ... „Trampeln“ (Vibrationen) wie die Hölle (höllische Vibrationen hier) ... Ich kann nicht viel sehen ... und das Wasser ist in der Tat sehr schlecht ... Ich kann nicht darüber hinwegkommen / Ich galoppiere (springe) über die (Wellen)-Spitzen* ... Ich bekomme hier gerade echten Stress (umgangssprachlich) ... Ich kann nichts sehen ... Ich verabschiede mich / das war's (umgangssprachlich) ... Ich gehe! .... ugh;“

Anmerkung: * Campbell meint hier wahrscheinlich, dass er nicht in den optimalen Fahrmodus eines Hydroplane gelangen konnte.

### Bergung

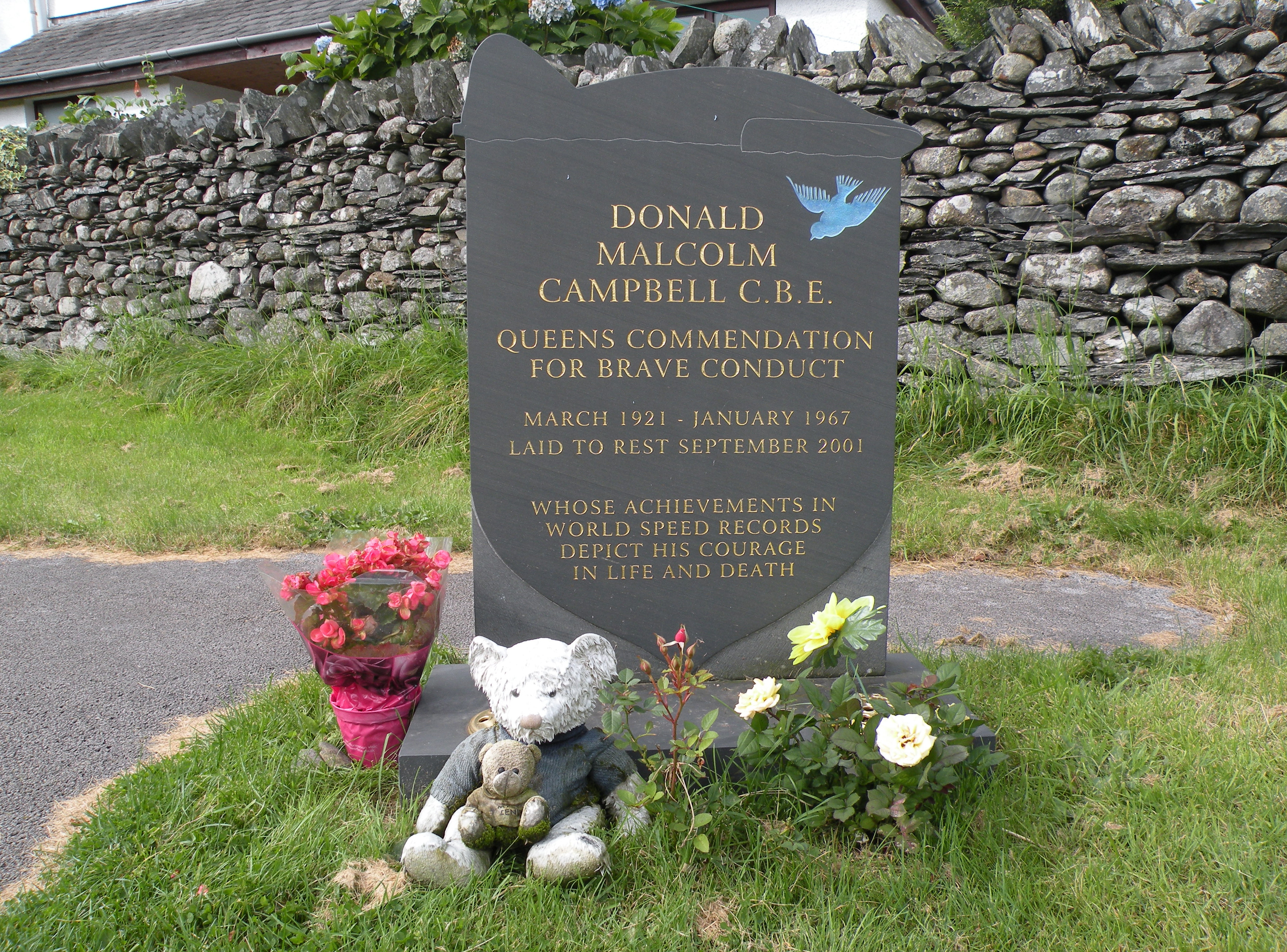
Donald Campbells Grabstein in Coniston Cumbria

Das Wrack von Bluebird K7 wurde am 5. Januar 1967 von einem 10-köpfigen Tauchteam der Royal Navy auf dem Grund des Coniston Water entdeckt und einige kleinere Wrackteile geborgen. Darauf wurde versucht, den Körper von Campbell zu bergen.
Beim vierten Tauchgang wurde der Hauptrumpf von K7 in 43 Meter Tiefe entdeckt. Dabei wurden mehrere Trümmerteile wie das kaputte Lenkrad und der kaputte Kiel von Bluebird gefunden. Die Leiche von Donald Campbell konnte jedoch nicht lokalisiert werden, und die Suche wurde am 16. Januar (auch auf Wunsch der Familie und seinem Team) abgebrochen. Das Wrack lag dann für weitere 34 Jahre auf dem Seeboden.
Eine von Bill Smith (dem Leiter des durchaus umstrittenen Bluebird Project-Teams) geführte Tauchgruppe barg aus dem Wrack im Oktober 2000 zuerst kleinere Teile. Das größte Fundstück, das ungefähr zwei Drittel des Hauptrumpfs ausmachte, wurde am 8. März 2001 gehoben. Am 28. Mai 2001 wurde dann Campbells Leiche geborgen. Campbells Schwester Jean Wales war aus Respekt vor seinem erklärten Wunsch, dass im Falle eines Misserfolgs: „Skipper und Boot zusammen bleiben“, gegen die Bergung des Bootes und dem Körpers ihres Bruders gewesen.
Das Rennboot wurde restauriert und absolvierte 2018 wieder Fahrten auf dem Wasser.

## Ehrungen
1957 wurde Donald Campbell zum Commander des Order of the British Empire. Postum erhielt er die Auszeichnung „The Queen’s Commendation for Gallantry“.

## Künstlerische Rezeption
In dem Spielfilm Across the Lake (Großbritannien 1988) wird Donald Campbell von Anthony Hopkins dargestellt.
Im James-Bond-Film Stirb an einem anderen Tag von 2002 bezieht sich Bösewicht Gustav Graves auf Donald Campbell mit der Aussage, sich „seinen Traum zu erfüllen“ sei „eine gute Art zu gehen“.
Die britische Rockband Marillion veröffentlichte auf ihrem 1995 erschienenen Album Afraid of Sunlight den Song Out Of This World. Dieser befasst sich mit dem Unfall von Donald Campbell. Bei Livekonzerten werden zu diesen Song Videosequenzen des letzten Rekordversuchs eingespielt.
Der Song inspirierte einen Marillionfan und Hobbytaucher dazu, nach dem versunkenen Speedboat und Donald Campbells Leiche zu tauchen. Dieses Unterfangen war im Jahr 2001 von Erfolg gekrönt.